# Ochsenhausen
Ochsenhausen è una città tedesca situata nel land del Baden-Württemberg.
Già sede di una storica Abbazia imperiale (l'abbazia di Ochsenhausen il cui magnifico edificio barocco esiste tuttora), poi secolarizzata con il Reichsdeputationshauptschluss del 1803, divenne un principato sovrano della famiglia Metternich prima di essere annesso al Regno di Württemberg nel 1806.

## Amministrazione

### Gemellaggi
- Subiaco